# Catarina Duarte
Catarina Duarte (Lisboa, março de 1981) é uma empresária portuguesa, conhecida por se destacar no sector do turismo de luxo como fundadora e CEO da Free Mind Luxury Travel, depois de uma carreira consolidada em televisão.

## Biografia
Catarina Duarte nasceu em março de 1981, em Lisboa, onde viveu na margem sul do Tejo e formou-se em Ciências da Comunicação, especializando-se em jornalismo.
Trabalhou durante 13 anos em canais televisivos portugueses, integrando as equipas da SIC Notícias e da TVI, onde exerceu funções como repórter e produtora de conteúdos, destacando-se no programa "Você na TV!".
Em 2016, deu os primeiros passos no universo das viagens através do blog Free Mind Travel, onde partilhava experiências pessoais, o que revelou um talento notável para planeamento e narrativa em viagem. 
Aproveitando competências adquiridas em jornalismo e organização, iniciou estágios no Correio da Manhã e foi membro da equipa fundadora da SIC Notícias, antes de consolidar carreira na TVI.
Em 2018, abandonou definitivamente a televisão para investir no projeto de viagens personalizadas, animada pela paixão que demonstrava ao planear viagens para si e amigos.
A sua saída foi amplamente divulgada, evidenciando uma narrativa de coragem: abandonar um emprego estável para seguir uma visão pessoal, inspirada por Cristina Ferreira, que a apoiou publicamente nessa decisão. 

## Free Mind Luxury Travel
A FreeMind Luxury Travel Design foi criada por Catarina Duarte em 2018, com o objetivo de oferecer experiências turísticas de luxo totalmente personalizadas, refletindo o seu conhecimento profundo de destinos exclusivos.
O conceito da agência apoia-se em um contacto próximo com cada cliente e roteiros desenhados à medida, recorrendo a alojamentos de prestígio internacional.
O site e as redes sociais da empresa refletem uma identidade visual cuidada, focada em sofisticar a marca e comunicar o posicionamento Premium.
Testemunhos de clientes — como Vasco Pinto, Carolina Freitas, Raquel Ferreira e Eva Gonçalves — evidenciam a atenção ao detalhe, acompanhamento personalizado, e satisfação com as experiências.
A agência aposta também em serviços completos: voos, transferes classe premium, jatos privados, safaris, escapadelas urbanas e viagens de incentivo, posicionando-se como referência no mercado.